# جائزة المجر الكبرى 2013
جائزة المجر الكبرى 2013 (بالإنجليزية: 2013 Hungarian Grand Prix)‏ هو سباق فورمولا 1 أقيم بتاريخ 28 يوليو 2013 في حلبة المجر. كان العاشر من أصل 19 في بطولة العالم لسباقات الفورمولا واحد موسم 2013. حلّ البريطاني لويس هاملتون أولا بينما جاء الفنلندي كيمي رايكونن في المركز الثاني وحصل على المركز الثالث الألماني سباستيان فيتل.